# Valea Iașului (gmina)
Valea Iașului – gmina w Rumunii, w okręgu Ardżesz. Obejmuje miejscowości Bădila, Bărbălătești, Borovinești, Cerbureni, Mustățești, Ruginoasa, Ungureni, Valea Iașului i Valea Uleiului. W 2011 roku liczyła 2533 mieszkańców.